# Liste des maires de Drancy

## Liste des maires
| Période                                  | Période                        | Identité                            | Étiquette                         | Qualité |
| ---------------------------------------- | ------------------------------ | ----------------------------------- | --------------------------------- | --- |
| Les données manquantes sont à compléter. |                                |                                     |                                   | |
| 1792                                     |                                | Joseph Muard                        |                                   | |
| 1793                                     |                                | Jacques Henri Giroux                |                                   | |
| 1796                                     | 1797                           | Paul Joseph Gautier                 |                                   | |
| 1801                                     | 1802                           | Debourge                            |                                   | |
| 1806                                     |                                | Eustache Antoine Richard de Behague |                                   | |
| 1825                                     | 1836                           | Charles René Caille                 |                                   | |
| 1836                                     | 1843                           | Amédée Thayer                       | Bonapartiste                      | Avocat Colonel de la 1re légion de la garde nationale de Saint-Denis. Conseiller d'arrondissement de la Seine (1847 → ) Sénateurs du Second Empire (1852 → 1868)                                                                                              |
| 1843                                     | 1878                           | Samuel Victor Houdart               |                                   | |
| 1878                                     | 1883                           | Philippe Lalouette                  |                                   | |
| 1883                                     | 1884                           | Charles Dudray                      |                                   | |
| 1884                                     | 1888                           | Barthélémy Laval                    |                                   | |
| 1888                                     | 1892                           | Philippe Lalouette                  |                                   | |
| 1896                                     | 1900                           | Victor Pierre Labry                 |                                   | |
| 1900                                     | 1904                           | Auguste Lambert                     |                                   | |
| 1904                                     | 1908                           | Victor Pierre Labry                 |                                   | |
| 1908                                     | 1908                           | Auguste Lambert                     |                                   | |
| 1908                                     | 1919                           | Marie Frédéric Champion             | SFIO                              | |
| 1919                                     | 1934                           | Eugène Marius Duchanel              | SFIO puis SFIC puis USC puis SFIO | |
| 1934                                     | 1935                           | Paul Chirol                         | SFIO                              | |
| 1935                                     | octobre 1939                   | Jean-Louis Berrar                   | PCF                               | Conseil municipal suspendu par le Gouvernement Daladier à la suite de la signature du Pacte germano-soviétique |
| octobre 1939                             | juin 1940                      | Louis Picard                        |                                   | Nommé président de la délégation spéciale par le Gouvernement Daladier |
| juin 1940                                | 1942                           | Albert Bostviger                    |                                   | Président de la délégation spéciale |
| 1944                                     | 1959                           | Gaston Roulaud                      | PCF                               | Ancien résistant |
| 1959                                     | 1997                           | Maurice Nilès                       | PCF                               | Ancien résistant Député de la Seine puis de la Seine-Saint-Denis (1958 → 1986) |
| 1997                                     | 1997                           | Jean-Claude Gayssot                 | PCF                               | Cheminot Député de la Seine-Saint-Denis (1986 → 1997) Ministre (1997 → 2002) |
| 1997                                     | 2001                           | Gilbert Conte                       | PCF                               | Ingénieur Conseiller général de Drancy (1992 → 2004) |
| 2001                                     | septembre 2017                 | Jean-Christophe Lagarde             | UDF puis NC puis UDI-FED          | Député de la Seine-Saint-Denis (5e circ.) (2002 →) Vice-président de l'Assemblée nationale (2006 → 2007 et 2010 → 2012) Conseiller régional (1998 → 2002) Conseiller général du Bourget (2001 → 2003) Démissionnaire à la suite de sa réélection comme député |
| septembre 2017                           | En cours (au 2 septembre 2017) | Aude Lagarde                        | UDI                               | Femme du précédent Conseillère départementale de Drancy (2015 → ) Vice-présidente de l'EPT Terres d'Envol (2016 → ) |

## Pour approfondir